# ナイツのHIT商品会議室
ナイツのHIT商品会議室（ナイツのヒットしょうひんかいぎしつ）は、千葉テレビ放送（チバテレ）制作のバラエティ番組。2011年1月14日から2024年10月25日まで放送されていた。
ナイツにとっては、テレビでは初の冠番組である。

## 概要
毎回、企業が持ち込むあらゆる商品・サービス等に関して、ネーミング検討・CMプロデュース・商品開発等を行う。
番組収録はスタジオではなく、実際にチバテレの本社会議室（もしくは都内貸し会議室等）で行われている。また、年に1〜2回程度ショッピングセンターやイベント会場などで公開収録を行う場合もあった。
番組の最後に「本日の議事録」として取り上げた商品を題材にしたナイツの即興漫才が披露されるのが特徴。
チバテレの公式YouTubeチャンネルで本編フルの視聴可能を、2022年1月からの放送分から開始していた。

## 出演者
かつてはナイツと同じマセキ芸能社の所属芸人1組が「マンスリーゲスト」として月替わりで出演していたが、後にナイツと進行役の女性タレントとゲスト企業の広報者のみの出演となっていた。

### 末期のレギュラー出演
- ナイツ
- 小坂井祐莉絵（4代目MC、2018年1月 - ）
- 貝原怜奈（小坂井の代打MCだったが、ほぼレギュラー出演していた）

### 過去のレギュラー出演
- 富沢恵莉 - 初代番組MC（2011年1月 - 2012年5月）
- 今野美里 - 2代目番組MC（2012年5月 - 2015年7月）
- 小西ゆりな - 3代目番組MC（2015年7月 - 2017年11月）
- 中村愛（2015年11月 - 2016年1月・2016年9月 - 2017年7月） - 小西の産休に伴い代役MCとして出演。
- やまもとまさみ（2011年1月 - 2013年3月） - 番組スタート当初から2年間に亘り「永遠のマンスリーゲスト」として出演。

## 放送局と放送時間
当番組は基本的にはチバテレのみでの放送であるが、極稀に1〜2ヶ月程度の期間限定の形でチバテレ以外の局で放送されることがある。

### 現在の放送局
| 放送対象地域 | 放送局                                 | 系列   | 放送日時             | 備考                                                   |
| ------------ | -------------------------------------- | ------ | -------------------- | ------------------------------------------------------ |
| 千葉県       | 千葉テレビ放送（CTC、チバテレ） 制作局 | 独立局 | 金曜 22時30分 - 23時 | 高校野球中継期間は、別の時間帯に移動（中止にはしない） |